# Aéroport international de Xiamen-Xiang'an
 (juin 2020).
Si vous disposez d'ouvrages ou d'articles de référence ou si vous connaissez des sites web de qualité traitant du thème abordé ici, merci de compléter l'article en donnant les références utiles à sa vérifiabilité et en les liant à la section « Notes et références ».
L'aéroport international de Xiamen Xiang'an (chinois simplifié : 厦门翔安国际机场 ; chinois traditionnel : 廈門翔安國際機場 ; pinyin : Xiàmén xiáng ān guójì jīchǎng) est un aéroport en construction qui desservira la ville de Xiamen dans la province du Fujian, en Chine. Une fois achevé (estimé en 2023), il remplacera l'aéroport international de Xiamen Gaoqi en tant que principal aéroport de la ville. L'aéroport est situé sur l'île de Dadeng (大嶝岛, dàdèng dǎo) dans le district de Xiang'an, face à Nan'an, Quanzhou au nord. Situé à 15 km de Kinmen, à 25 km du centre de Xiamen, à 44 km du centre-ville de Quanzhou et à 72 km de Zhangzhou, il sera accessible via un tunnel sous-marin.

## Installations
L'aéroport disposera de trois pistes de 3 800 m de long (classe 4F). Il aura un terminal d'une surface de 660 000 km2 conçu dans le style architectural Dacuo ( 大厝 ), le style de la région de Minnan. Il devrait accueillir 62 millions de passagers et 1 million de tonnes de fret par an d'ici 2030 et il sera agrandi pour desservir 85 millions de passagers et 2 millions de tonnes de fret par an d'ici 2040. 

## Préoccupation concernant l'espace aérien
L'aéroport n'est qu'à 10 km de l'aérodrome de Kinmen, en conséquence environ 70% de leurs espaces aériens se chevauchent, de plus les pistes ont également la même direction, ce qui pose des problèmes de sécurité aérienne. 

## Voir également